# ريغاو

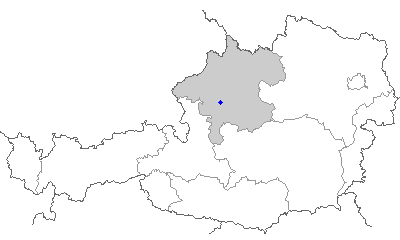
ريغاو في النمسا

ريغاو (بالألمانية: Regau)، قرية وبلدية في النمسا تقع في قضاء فوكلابروك ولاية النمسا العليا، وتبلغ مساحتها 33.93 كم² وعدد سكانها 6224 نسمة.
أكبر قرية في هذه البلدية هي شالخهام (Schalchham)، قرية معروفة أخرى روتزينموس (Rutzenmoos).
لريغاو تاريخ 1200 سنة. اسمها يعني «موضع الكرم».

## روابط إضافية
- www.regau.at